# SN 2006nk
SN 2006nk – supernowa typu Ia odkryta 27 października 2006 roku w galaktyce A025616-0024. W momencie odkrycia miała maksymalną jasność 21,70m.